# Cipar
Cipar je otočna država u istočnom Sredozemlju.
Cipar je dugo bio raskrižje Europe, Azije i Afrike, i još uvijek su prisutni mnogi tragovi drevnih civilizacija – rimske, bizantinske i venecijanske. Glavne gospodarske aktivnosti otoka su turizam, trgovačka mornarica, izvoz odjeće i farmaceutskih proizvoda, te poslovne usluge. Gospodarstvo Cipra je gospodarstvo s visokim dohotkom prema Svjetskoj banki.
Od turske invazije 1974. zemlja je de facto podijeljena na veći međunarodno priznati južni dio nastanjen uglavnom Grcima i manji sjeverni dio – samoproglašenu Tursku Republiku Sjeverni Cipar.

## Podrijetlo imena
Ima nekoliko teorija o podrijetlu imena. Jedna tvrdi da je riječ Cipar nastala od grčke riječi za čempres (lat: Cupressus sempervirens), κυπάρισσος kypárissos. Druga tvrdi da dolazi od grčke riječi za kanu (Lawsonia alba), κύπρος (kýpros). U novije vrijeme pojavila se i tvrdnja da ime potječe od latinske fraze aes Cyprium (mjed s Cipra), što se odnosi na bakar, i što je kasnije evoluiralo u Cuprum. Naime, u antičko doba Cipar je bio poznat kao jedno od većih nalazišta bakra na Sredozemlju. Tako je latinsko ime kemijskog elementa bakra (Cuprum) dobilo ime po nepravilnom čitanju naziva ovog otoka.

## Povijest
Prva arheološka nalazišta na Cipru datiraju iz neolitika (6000-3000 g.p.K.). Najstarije nalazište je Aetokremnos na poluotoku Akrotiri. Najvažnije nalazište je Khirokitia (jedno od najstarijih naselja na svijetu) prema kojoj je dobila ime khirokitijska pretkeramička neolitska kultura (karakteriziraju ju okrugle kuće tolosi). Vrlo su razvijene kulture brončanog doba (tada se je na Cipru kopao bakar koji je postao glavna sirovina otoka i prema kojem je Cipar dobio ime). Postoje i nalazišta mikenske kulture.
Oko 800. pr. Kr. su Cipar naselili Feničani. Otokom su vladali Asirci, Egipćani i Perzijanci. 333. pr. Kr. ga je zauzeo Aleksandar Makedonski. 58. pr. Kr. je došao pod rimsku upravu. Tokom cijelog starog vijeka je na Cipru bio vrlo razvijen kult božice Afrodite (Venere) koja je prema legendi rođena iz morske pjene kod mjesta Paphos na otoku.
Cipar je bio pod bizantskom upravom do 1191., kada ga je zauzeo engleski kralj Rikard Lavljeg Srca na putu u križarski rat. On ga je prodao templarima, koji su ga pak prodali francuskom grofu Guyu od Lusignana. 1489. otok su zauzeli Mlečani (nakon abdikacije Katarine Cornaro, udovice Lusignanskog kralja Jamesa II). Cipar je bio centar mletačke trgovine na Istoku. 1571. su ga zauzeli Turci. Berlinskim kongresom 1878. je došao pod britansku upravu (Osmansko Carstvo ga je ustupilo Britancima u zamjenu za pomoć u rusko-turskom ratu). 1914. ga je Velika Britanija formalno anektirala.
Tijekom britanske uprave jača nacionalna svijest ciparskih Grka te se javljaju želje za pripajanjem Cipra Grčkoj. Politika s takvim ciljem se naziva enosis. Osnovana je organizacija EOKA (nacionalna organizacija ciparskih boraca) koja je pokrenula terorističku kampanju protiv britanske uprave.
1960. je Cipar stekao nezavisnost. Prvi predsjednik je bio Makarios III., arhiepiskop Ciparske pravoslavne crkve. On je nastojao smiriti napetosti između ciparskih Grka (koji žele enosis) i Turaka (koji su protiv) te se protivi ujedinjenju s Grčkom. To se nije svidjelo nacionalistima iz EOKA te su 1970. izveli državni udar. Novi predsjednik je postao vođa EOKA Georgios Grivas koji podržava enosis. 1974. je Grivas umro, te se vratio Makarios. Njega je ubrzo svrgnuo Nikos Sampson. Turci su se prestrašili mogućeg ujedinjenja s Grčkom, te je Turska 1974. izvršila invaziju na sjever otoka. Sampson je napustio mjesto predsjednika, te ga je naslijedio Glafkos Clerides. Do kraja godine se je ponovo vratio Makarios.
1975. je otok podijeljen na grčki i turski dio između kojih je zona pod upravom UN-a. UN priznaje jedino grčki vladu, dok su Turci na sjeveru proglasili nepriznatu Tursku Republiku Sjeverni Cipar. 1977. je umro Makarios te je predsjednik postao Spyros Kyprianou. Od 1988. je predsjednik Georgios Vassiliou, od 1993. Glafkos Clerides, a od 2003. Tassos Papadopoulos. 2004. je na referendumu propao UN-ov plan ujedinjenja otoka. Cipar je nakon toga ipak ušao u Europsku uniju.

## Zemljopis
Cipar je najistočniji otok u Sredozemnom moru. S površinom od 9.251 km² treći je po veličini u Sredozemlju (nakon Sicilije i Sardinije). Po veličini je 161. država svijeta sa sličnom površinom kao Libanon i Portoriko.
U geološkom i geotektonskom pogledu Cipar predstavlja dio Male Azije, koji se u prošlosti odvojio. U klimatskom i vegetacijskom smislu ovaj je otok smješten u sjevernom umjerenom pojasu.
S prometnog gledišta ima više nego povoljan položaj. Ova zemlja se nalazi između Istoka i Zapada, pa je pri prijelazu između istih gotovo nezaobilazna stanica. Za Cipar se često kaže da je najistočnija zapadna zemlja. S obzirom na to da se nalazi 64 km južno od Turske, 97 km zapadno od Sirije, te 439 km sjeverno od Sueskog kanala, skoro svaki brod koji prolazi ovuda i ide dalje na istok, i obrnuto, zaustavlja se u nekoj od ciparskih luka. Više od 1.000 stranih brodova danas plovi svjetskim morima pod ciparskom zastavom. Osim brodskog, Cipar je važna stanica i za avionski promet. Mnogi avioni koji lete sa zapada na Bliski istok, pa i dalje, slijeću prvo u zračne luke u Larnaki i Paphosu (češće Larnaki). Glavni grad Nikozija nema zračnu luku. Zračna luka u Larnaki je moderna i odgovara svim svjetskim standardima. S nje polijeću zrakoplovi, kako za sve veće europske gradove (Frankfurt, London, Pariz, Rim, Amsterdam i dr.), tako i za mnoga odredišta na Bliskom istoku i zemljama Perzijskog zaljeva.
Što se tiče povijesnog i političkog položaja, koliko god on bio povoljan, toliko se nepovoljno odrazio na ovaj otok. Svaka veća sila koja se pojavila na Mediteranu nije ga mogla promašiti, upravo zbog tog povoljnog položaja. Pa su tako vlast nad njim izmenjali: Feničani, Grci, Egipćani, Perzijanci, Rimljani, Bizantijci, Arapi, Britanci, Francuzi, Mleci, Osmanlije, opet Britanci, sve do "relativne" nezavisnosti. Relativne jer Cipari dan danas više zavisi od velikih sila i susjeda (prije svega Grčke, Turske, Velike Britanije, SAD-a i EU), a manje sam od sebe. Dakle, sve važnije političke odluke se donose prvo na relaciji Atena-Ankara, pa se tek onda pitaju ciparske vođe, koji uglavnom samo potvrde te odluke.
Najveći gradovi na Cipru su Nikozija, Larnaka, Famagusta, Limassol, Paphos i Kyrenia.

## Klima
S obzirom na to da je Cipar tipični sredozemni otok, onda je logično zaključiti i da ima tipičnu sredozemnu klimu. Cipar je inače najtopliji otok Sredozemlja, a s oko 340 sunčanih dana godišnje, ovo je najsunčanija zemlja u ovom dijelu svijeta. Klimatske odlike nisu iste na svim dijelovima otoka. U unutrašnjosti je, te s povećanjem nadmorske visine ta sredozemna klima nešto izmijenjena, iako se radi o malom prostoru. Glavni čimbenik klime koji uzrokuje ove izmjene je pravac pružanja planina Troodos i Başparmak, koji idu paralelno s obalom te zatvaraju unutrašnjost otoka. Posljedica toga je da unutrašnjost ima toplija ljeta, hladnije zime, te manju količinu oborina od priobalja.

## Reljef
Cipar se proteže na nešto više od 9000 km². Na toj relativno maloj površini može se primijetiti kompleksnost prirodno-zemljopisnih osobina, koja se ne bi očekivala na ovako malom području. Otok je izdužen u pravcu zapad-istok. Dužina otoka u pravcu zapad-istok je 224 km, a sjever-jug (najveća dužina) je 121 km. Dužina obalnog pojasa je 648 km. Izdvaja se nekoliko poluotoka od kojih je najveće Karpas na sjeveroistoku otoka. Između poluotoka i rtova postoji nekoliko zaljeva koji su uglavnom dobili imena po lukama koje su smještene u njima (Famagusta, Larnaca, Akrotiri, Episkopi, Morphu i dr.). Osim glavnog otoka, drugi veći otoci ne postoje.
Središnjim i južnim dijelom otoka dominira planina Troodos s najvišim vrhom Cipra Olympus (1,953 m). Na planini postoje znamenite pravoslavne crkve (nazvane obojene crkve) i manastiri (najznačajniji je manastir Kykkos) koji su upisani na listu svjetske baštine UNESCO-a. Sjevernom obalom se pruža planina Kyrenia. Zapadni dio planine se naziva grč. Pentadaktylos, tur. Başparmak (pet prstiju). Između planina je središnja nizina Mesaoria koja je poljoprivredno središte.

## Politika
Glavni politički problem otoka je podjela na grčki i turski dio. U ovih tridesetak godina, od podjele do danas nije učinjen skoro ni jedan korak prema ponovnom ujedinjenju, iako je u interesu i jednih i drugih ujedinjenje. Grcima jer bi se vratili živjeti na čitavom otoku, gdje su prije podjele i bili, a Turcima da bi izašli iz izolacije. Ipak Turci su na otoku pod neprekidnom kontrolom vojske, tako da je njihov politički angažman ograničen. Bilo je nekih pokušaja pregovora, ali ni jedna strana nije odstupala od svojih zahtjeva. Turci traže konfederalnu zajednicu, dok Grci traže sasvim suprotno - unitarističku državu. Dakle, želje ima, ali vizije se potpuno razlikuju. Najozbiljniji pokušaj za ujedinjenje bio je 2004., a sastavio ga je generalni tajnik UN-a Kofi Annan. Da se prihvatio taj plan cijeli otok bi ušao u EU, a a ovako je samo južni (grčki) dio. Grčki političari su procijenili da sporazum više odgovara turskoj strani pa su ga odbacili, i to jer plan nije omogućavao povratak svih grčkih izbjeglica, kao ni povratak svog zemljišta koje im je prije pripadalo, te što bi Turci dobili previše mjesta u organima vlasti. Plan nije uključivao ni nestanak britanskih baza s otoka. Tako je na referendumu na grčkom dijelu otoka 75% građana odbilo sporazum. Iako je plan prihvatilo 64 % građana Sjevernog Cipra, on nije prošao, i u EU je de facto ušao samo južni dio, iako se službeno i Sjeverni Cipar računa kao dio Republike Cipar pa samim tim i kao dio EU. Veliki problem ujedinjenju otoka je stalna prisutnost 50.000 turskih vojnika na jednom malom teritoriju.

## Stanovništvo
Etnička struktura stanovništva je sljedeća: 78% Grci, 18% Turci i 4% ostale etničke grupe. Gotovo svi, i Turci i Grci, žive na svom dijelu otoka. 40% Grka su izbjeglice u svojoj državi.
Na Cipru ima mnogo manjinskih naroda, a ovaj podatak od 4% nije do kraja relevantan, jer njihov broj iz godine u godinu raste, a ima i dosta neprijavljenih ljudi, kao i oni koji su ovdje na privremenom radu ili nešto dužem turističkom odmoru. Dvije "autohtone" manjine koje žive ovdje duže vrijeme su Armenci i Maroniti, dok su u novije vrijeme Cipar naselile i druge etničke grupe, poput Engleza, Nijemaca, Rusa, Židova, Južnih Slavena (najviše Srba) i dr. Ipak, ogromna većina ovih stanovnika živi u Republici Cipar, a izuzetak je jedino jedan broj Maronita i Kurda koji žive u Sjevernom Cipru.

## Vanjske poveznice
| Portal:Europa | Portal:Europa |

Sestrinski projekti
|  | Zajednički poslužitelj ima stranicu o temi Cipar    |
|  | Zajednički poslužitelj ima još gradiva o temi Cipar |
|  | Wječnik ima rječničku natuknicu Cipar               |